# Брик, Евгения Владимировна
Евге́ния Влади́мировна Брик (при рождении Хири́вская; 3 сентября 1981, Москва — 10 февраля 2022, Лос-Анджелес, Калифорния, США) — российская актриса театра и кино. Лауреат премии «Золотой орёл» (2020), номинант на премию «Ника» (2009).
Популярность Брик принесли такие фильмы и телесериалы, как «Стиляги» (2008), «Географ глобус пропил» (2013), «Оттепель» (2013), «Ёлки 1914» (2014), «Адаптация» (2017), «Одесса» (2019).
Супруга кинорежиссёра, сценариста и продюсера Валерия Тодоровского.

## Биография
Родилась 3 сентября 1981 года в Москве. Своё имя получила в честь деда по папиной линии — журналиста Евгения Абрамовича Крейна. Фамилию Брик взяла в 2006 году в честь прабабушки по отцу Софьи Брик — как сценический псевдоним (рассказывала, что «задумалась о смене фамилии во время съёмок в фильме „Стиляги“»). Решила взять псевдоним из соображений благозвучия. В официальных документах продолжала сохранять изначальную фамилию. Отец был математиком, мать «долгое время мечтала стать актрисой». Годы спустя вспоминала: «Меня обожали, я была центром вселенной и для мамы, и для папы, и для бабушки с дедушкой. И я думала, что у всех так». Вспоминала, что её родители были киноманами и часто ходили в театр.
В возрасте пяти лет была отобрана манекенщицей в Общесоюзном Доме моды одежды на Кузнецком Мосту. Училась в гимназии с углублённым изучением английского языка, затем перешла в школу при Театральном училище имени Щепкина. Выпускница Детской музыкальной школы имени М. Л. Ростроповича по классу фортепиано. Также прошла курсы психологии.
В 2004 году окончила ГИТИС (мастерская Александра Збруева). В начале 2006 и в конце 2008 года работала на радио «Маяк» в качестве ведущей ночной программы в паре с Олегом Битовым. Оставила эту деятельность в связи с беременностью и рождением дочери.
Начиная с фильма «Стиляги», стала известна как Евгения Брик.
В феврале 2014 года снялась для журнала Maxim.
В середине июля 2015 года сыграла главную роль в клипе Димы Билана на песню «Не молчи», а в роли её дочки выступила 8-летняя Ника Кириллова, у которой синдром Дауна. Наталья Водянова, Дима Билан и Яна Рудковская снялись в клипе как камео. Режиссёром клипа стал Алексей Голубев.
Актриса скончалась 10 февраля 2022 года, на 41-м году жизни, после продолжительной болезни. О её смерти сообщила журналистка Катерина Гордеева в Фейсбуке. По словам актрисы Юлии Ауг, причиной смерти Брик стал рак.

### Семья
Отец — Владимир Евгеньевич Крейн, кандидат физико-математических наук, сотрудник Всесоюзного научно-исследовательского кинофотоинститута, соавтор нескольких патентов в области кинофототехники, доцент, преподавал физику и информатику в институте. Умер в возрасте 50 лет после продолжительной болезни, когда Евгении было 18 лет.
Мать — Галина Хиривская (по которой была и её польская изначальная фамилия).
Младшая сестра — Валерия Крейн (родилась 10 сентября 1992 года).
Муж с 2006 года — кинорежиссёр Валерий Тодоровский (род. 1962), познакомились в 2002 году (на пробах сериала «Закон»). С 2008 года пара постоянно проживала в Лос-Анджелесе. В Россию супруги приезжали работать.
В августе 2009 года в Нью-Йорке у супругов родилась дочь Зоя. В 2016 году Зоя Тодоровская дебютировала в американском сериале «Оа». Также она снялась в драме Валерия Тодоровского «Одесса».

## Признание и награды
- 2003 — награда IV Фестиваля телевизионного кино «Сполохи» (г. Архангельск) в номинации «лучший дебют» за роль в телефильме «Подмосковная элегия».
- 2008 — Кинопремия MTV в номинации «Лучший кинозлодей года» за роль в фильме «Стиляги».
- 2009 — номинация на премию «Ника» за лучшую женскую роль второго плана в фильме «Стиляги».
- 2019 — лучшая актриса пилота телевизионного сериала («Дети») на фестивале сериалов «Пилот»[28].
- 2020 — премия «Золотой орёл» за лучшую женскую роль второго плана.

## Роли в театре
- Театр «Современник» — «Посвящается Ялте», играла две роли: мальчика и женщину[7].
- «За закрытой дверью», антреприза.

## Фильмография
| Год  |    | Название                    | Роль                                               |
| ---- | -- | --------------------------- | -------------------------------------------------- |
| 2001 | ф  | Интересные мужчины          | девица                                             |
| 2001 | ф  | Северное сияние             | медсестра реанимационного отделения                |
| 2002 | с  | Марш Турецкого 3            | Анастасия Китаева                                  |
| 2002 | тф | Подмосковная элегия         | Ляля                                               |
| 2003 | с  | Каменская 3                 | Оксана                                             |
| 2004 | с  | Мужчины не плачут           | Лидия Холодова                                     |
| 2004 | ф  | Тариф на любовь             | подруга Юлии                                       |
| 2005 | с  | Бухта Филиппа               | Анастасия Громова                                  |
| 2005 | с  | Матрёшки / Matroesjka's     | Калинка                                            |
| 2006 | ф  | Граф Монтенегро             | Славка                                             |
| 2006 | ф  | Вызов                       | Наташа                                             |
| 2007 | ф  | Тиски                       | Тая                                                |
| 2008 | тф | Любовь как мотив            | Дина Олеговна, дочь Галины Васильевны и жена Павла |
| 2008 | ф  | С. С. Д.                    | Яна                                                |
| 2008 | ф  | Стиляги                     | Катя, комсорг курса                                |
| 2009 | ф  | Между слов                  | Агния                                              |
| 2009 | с  | Предлагаемые обстоятельства | Инга                                               |
| 2010 | ф  | Белое платье                | Ирина                                              |
| 2010 | ф  | Взрослая дочь, или Тест на… | Марина                                             |
| 2011 | с  | Время для двоих             | Ольга                                              |
| 2011 | с  | Доставить любой ценой       | Анастасия Петровна                                 |
| 2012 | с  | Дорога на остров Пасхи      | Ксения Соболева, возлюбленная Олега                |
| 2012 | ф  | Соло на саксофоне           | дочь Владислава Лаврова                            |
| 2012 | с  | Легавый                     | Лена                                               |
| 2012 | ф  | Revolve                     | Anael                                              |
| 2012 | с  | Мама-детектив               | Саша, девушка Макса                                |
| 2013 | ф  | Географ глобус пропил       | Кира Валерьевна, учительница немецкого             |
| 2013 | с  | Оттепель                    | Лариса                                             |
| 2013 | ф  | Тёмный мир: Равновесие      | Лиза                                               |
| 2014 | ф  | Не покидай меня             | Вероника Кремис, младший лейтенант                 |
| 2014 | ф  | Ёлки 1914                   | Белла                                              |
| 2014 | с  | Умельцы                     | Наталья                                            |
| 2014 | с  | Долгий путь домой           | Дина                                               |
| 2014 | ф  | Москва никогда не спит      | Катя                                               |
| 2015 | с  | Эти глаза напротив          | жена Валерия Ободзинского                          |
| 2016 | ф  | Пятница                     | Лена                                               |
| 2017 | с  | Адаптация                   | Марина Потеряева                                   |
| 2017 | с  | Оптимисты                   | Галина                                             |
| 2017 | с  | Детки                       | снималась                                          |
| 2017 | с  | Садовое кольцо              | Анна                                               |
| 2018 | ф  | За сутки до финала          | чтица стихов                                       |
| 2018 | с  | Никто не узнает             | Даша                                               |
| 2018 | с  | Романовы / The Romanoffs    | Катрина                                            |
| 2019 | ф  | Любовницы                   | Анна                                               |
| 2019 | ф  | Одесса                      | Мира                                               |
| 2020 | с  | Бомба                       | Анна Николаевна Галеева                            |
| 2020 | с  | Фантом                      | Вера Хабарова, следователь СК                      |